# チャットモンチー レストラン 前菜
『チャットモンチー レストラン 前菜』（チャットモンチー レストラン ぜんさい）は、チャットモンチーのDVD作品第一弾。初回仕様は、スリーブケース。

## 概要
DVD第一弾は、作品化の要望が高かった名作をまとめて収録したビデオクリップ集である。リリース時にCS各局でのオンエア回数がトップ3に入るほど大量オンエアされた作品ばかりを集めたものである。副音声としてメンバーによる解説付きで、単なる解説とは違い、収録時のエピソードなどが語られており非常に興味深い内容となっている。また、各ビデオクリップ撮影時の裏側ものぞける貴重なオフショット映像も収録している。最大の特典としては、メニュー画面のBGMに、未発表曲となる『お調子者』（作詞・作曲:橋本絵莉子）が収録されている。

## 収録曲
1. ハナノユメ
（作詞:高橋久美子 作曲:橋本絵莉子 編曲:チャットモンチー PV監督:福居英晃）
テレビ東京系「JAPAN COUNTDOWN」ED
2. 恋の煙
（作詞:福岡晃子 作曲:橋本絵莉子 編曲:チャットモンチー PV監督:福居英晃）
テレビ東京系「JAPAN COUNTDOWN」OP
3. 恋愛スピリッツ
（作詞・作曲:橋本絵莉子 編曲:チャットモンチー PV監督:福居英晃）
フジテレビ系「HEY!HEY!HEY! MUSIC CHAMP」ED
鏡と本物が違う演奏をしている
4. シャングリラ
（作詞:高橋久美子 作曲:橋本絵莉子 編曲:チャットモンチー PV監督:福居英晃）
フジテレビ系アニメーション「働きマン」ED
5. 女子たちに明日はない
（作詞:福岡晃子 作曲:橋本絵莉子 編曲:チャットモンチー PV監督:竹内鉄郎）
日本テレビ系「音楽戦士 MUSIC FIGHTER」ED
6. とび魚のバタフライ
（作詞:福岡晃子 作曲:橋本絵莉子 編曲:チャットモンチー PV監督:竹内鉄郎）
「スカパー! 夏フェス祭り」イメージソング
7. 世界が終わる夜に
（作詞:福岡晃子 作曲:橋本絵莉子 編曲:チャットモンチー PV監督:宇野心平）
映画「腑抜けども、悲しみの愛を見せろ」主題歌
8. 橙
（作詞・作曲:橋本絵莉子 編曲:チャットモンチー PV監督:番場秀一）
テレビ東京系アニメーション「BLEACH」ED
9. ハナノユメ　ビデオクリップメイキング
10. 恋の煙　ビデオクリップメイキング
11. 恋愛スピリッツ　ビデオクリップメイキング
12. シャングリラ　ビデオクリップメイキング
13. 女子たちに明日はない　ビデオクリップメイキング
14. とび魚のバタフライ　ビデオクリップメイキング
15. 世界が終わる夜に　ビデオクリップ　イラストレーション
16. 橙　ビデオクリップメイキング